# Slim Summerville
Slim Summerville (10 de julio de 1892 – 5 de enero de 1946) fue un actor y director cinematográfico de nacionalidad estadounidense, conocido por su repertorio como intérprete de comedia.

## Biografía

### Inicios y carrera
Su verdadero nombre era George Joseph Somerville, y nació en Albuquerque, Nuevo México. Su madre falleció cuando él tenía cinco años de edad, y su educación tuvo un carácter nómada, viviendo en Nuevo México, Canadá y Oklahoma.
El primer trabajo de Summerville fue como mensajero de Canadian Pacific Railway en Chatham, Ontario, donde él vivía con sus abuelos ingleses.
Estaba trabajando como portero en un billar cuando conoció a Edgar Kennedy, que lo presentó a Mack Sennett, para cuya compañía empezó a trabajar ganando 3’50 dólares diarios. Su primer papel fue de "Keystone Kop" en Hoffmeyer's Legacy (1912).
Su elevada estatura y su aspecto desgarbado fueron bien aprovechados en numerosos cortos cómicos en la época del cine mudo. Además, y de manera ocasional, actuó también en filmes dramáticos, tales como Sin novedad en el frente (1930) y Tierra de audaces (1939). Sin embargo, tuvo más éxito con las comedias, entre ellas varias protagonizadas por ZaSu Pitts. Otra de las actrices con las que tuvo la oportunidad de actuar fue Shirley Temple, con la que coincidió en Captain January (1936) y Rebecca of Sunnybrook Farm (1938).
Además de su faceta interpretativa, Summerville también trabajó como director, realizando un total de más de cincuenta cortos.

### Vida personal
Summerville se casó con Gertrude Martha Roell el 19 de noviembre de 1927.  A principios de 1932, el matrimonio adoptó un niño, al que llamaron Elliott George. Sin embargo, la pareja se divorció en septiembre de 1936, y él se casó con Eleanor Brown, una enfermera que le había cuidado mientras había estado enfermo.
Slim Summerville falleció a causa de un accidente cerebrovascular en 1946 en Laguna Beach, California. Fue enterrado en el Cementerio Inglewood Park de Inglewood (California). 
Por su contribución a la industria del cine, se le concedió una estrella en el Paseo de la Fama de Hollywood, en el 6409 de Hollywood Boulevard. Además, en 2012 fue incluido en el Salón de la Fama del Espectáculo de Nuevo México.

## Selección de su filmografía

### Actor
- 1914 : Charlot y la sonámbula, de Charles Chaplin
- 1914 : Laughing Gas, de Charles Chaplin
- 1914 : Mabel's Busy Day, de Mack Sennett
- 1914 : Dough and Dynamite, de Charles Chaplin
- 1914 : Gentlemen of Nerve, de Charles Chaplin
- 1914 : Tillie's Punctured Romance, de Mack Sennett
- 1914 : Fatty's Magic Pants, de Roscoe Arbuckle
- 1914 : The Knockout, de Charles Avery
- 1914 : The Property Man, de Charles Chaplin
- 1914 : Those Love Pangs, de Charles Chaplin
- 1927 : The Beloved Rogue, de Alan Crosland
- 1930 : King of Jazz, de John Murray Anderson y Paul Fejos
- 1930 : Sin novedad en el frente, de Lewis Milestone
- 1930 : Her Man, de Tay Garnett
- 1931 : Un gran reportaje, de Lewis Milestone
- 1931 : Mala hermana, de Hobart Henley
- 1932 : Airmail, de John Ford
- 1935 : The Farmer Takes a Wife, de Victor Fleming
- 1936 : Captain January, de David Butler
- 1937 : Love Is News, de Tay Garnett
- 1938 : Submarine Patrol, de John Ford
- 1938 : Rebecca of Sunnybrook Farm, de Allan Dwan
- 1939 : Charlie Chan in Reno, de Norman Foster
- 1939 : Tierra de audaces, de Henry King
- 1939 : Henry Goes Arizona, de Edwin L. Marin
- 1940 : You Nazty Spy!, de Jules White
- 1941 : Espíritu de conquista, de Fritz Lang
- 1941 : Tobacco Road, de John Ford
- 1946 : The Hoodlum Saint, de Norman Taurog

### Director
- 1920 : Hold Me Tight (1920)
- 1921 : One Moment, Please
- 1921 : Pardon Me (1921)
- 1922 : Hold the Line (1922)
- 1922 : The Barnstormers
- 1922 : The Eskimo
- 1922 : The Ranch Romeo
- 1922 : High and Dry
- 1923 : The Five Fifteen (1923)
- 1923 : The Artist (1923)
- 1923 : The Cyclist
- 1923 : Unreal News Reel
- 1923 : Rough Sailing